# SN 1998K
SN 1998K – supernowa odkryta 24 stycznia 1998 roku w galaktyce A041342-0550. W momencie odkrycia miała maksymalną jasność 23,80m.